# Déli tarvarjú

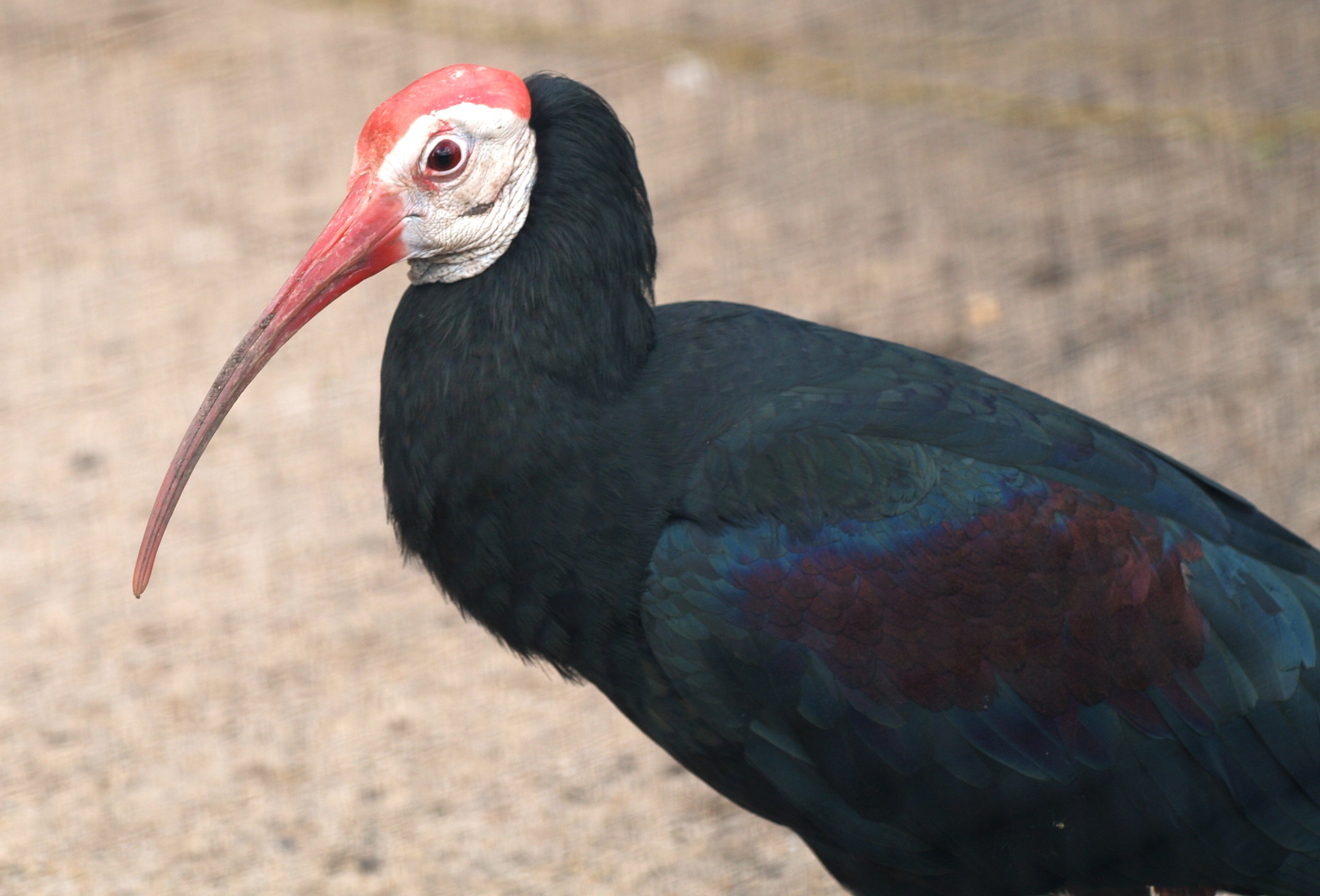

A déli tarvarjú (Geronticus calvus) a madarak (Aves) osztályának gödényalakúak (Pelecaniformes) rendjébe, ezen belül az íbiszfélék (Threskiornithidae) családjába és az íbiszformák (Threskiornithinae) alcsaládjába tartozó faj.
A Geronticus madárnem típusfaja.

## Elterjedése
A déli tarvarjú csak Afrika déli részének hegyvidékein él, Szváziföldön, Lesothóban és a Dél-afrikai Köztársaságban.
Legtöbbjük a Sárkány hegységben él.
A magasan fekvő füves területeken él 1200 és 1850 méter között.

## Megjelenése
Hossza 80 centiméter és testtömege 1300 gramm. Nagyon hasonlít a tarvarjúra, csak valamivel világosabb a pofája és nincsenek felmereszthető tarkótollai.

## Életmódja
Magvakat, sáskákat, rovarokat, csigákat, férgeket és néha kisemlősöket fogyaszt. Előszeretettel táplálkozik szavannatüzek idején, amikor a tűz elől menekülő rovarok bőséges élelemforrásként szolgálnak számára.
Többnyire költését is a szavannatüzek időszakára teszi.

## Szaporodása
Kolóniában költ, mint a legtöbb íbiszféle. Fészkelő kolóniái sziklafalakra települnek. Júniusban térnek vissza a madarak a költőcsoportjukhoz, ami sokszor csak kevés (2-5) fészekből áll, de több tucat fészek is előfordul. A tojók augusztus eleje és szeptember vége között 2 vagy 3 tojást raknak. Két hónap múlva a fiatal déli tarvarjak kirepülnek.
Jelenleg számuk 7000 és 10 000 egyed közé tehető.

## Képek

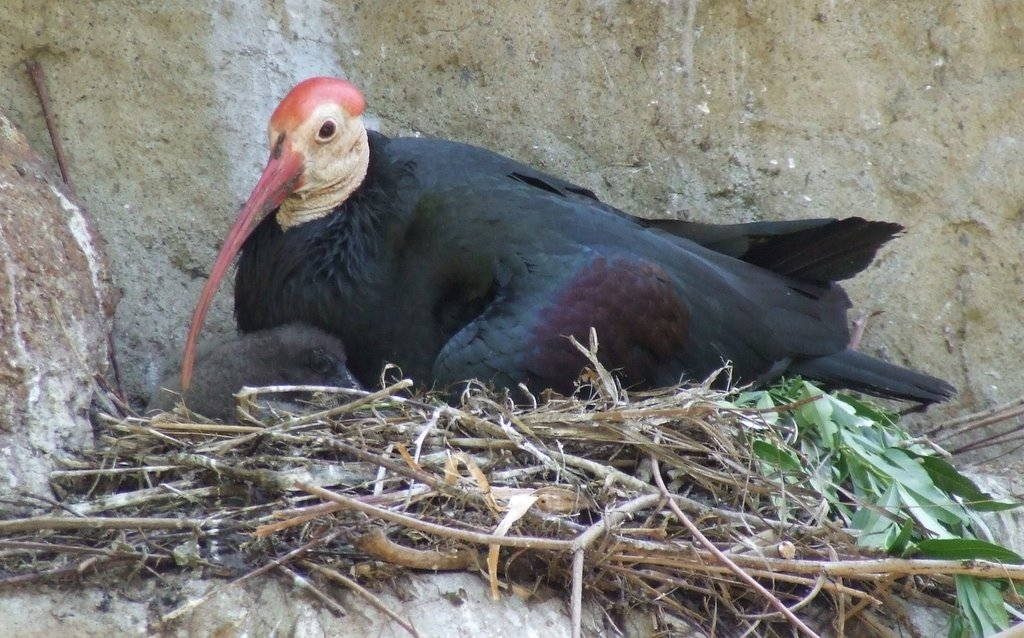
déli tarvarjú a fészkén
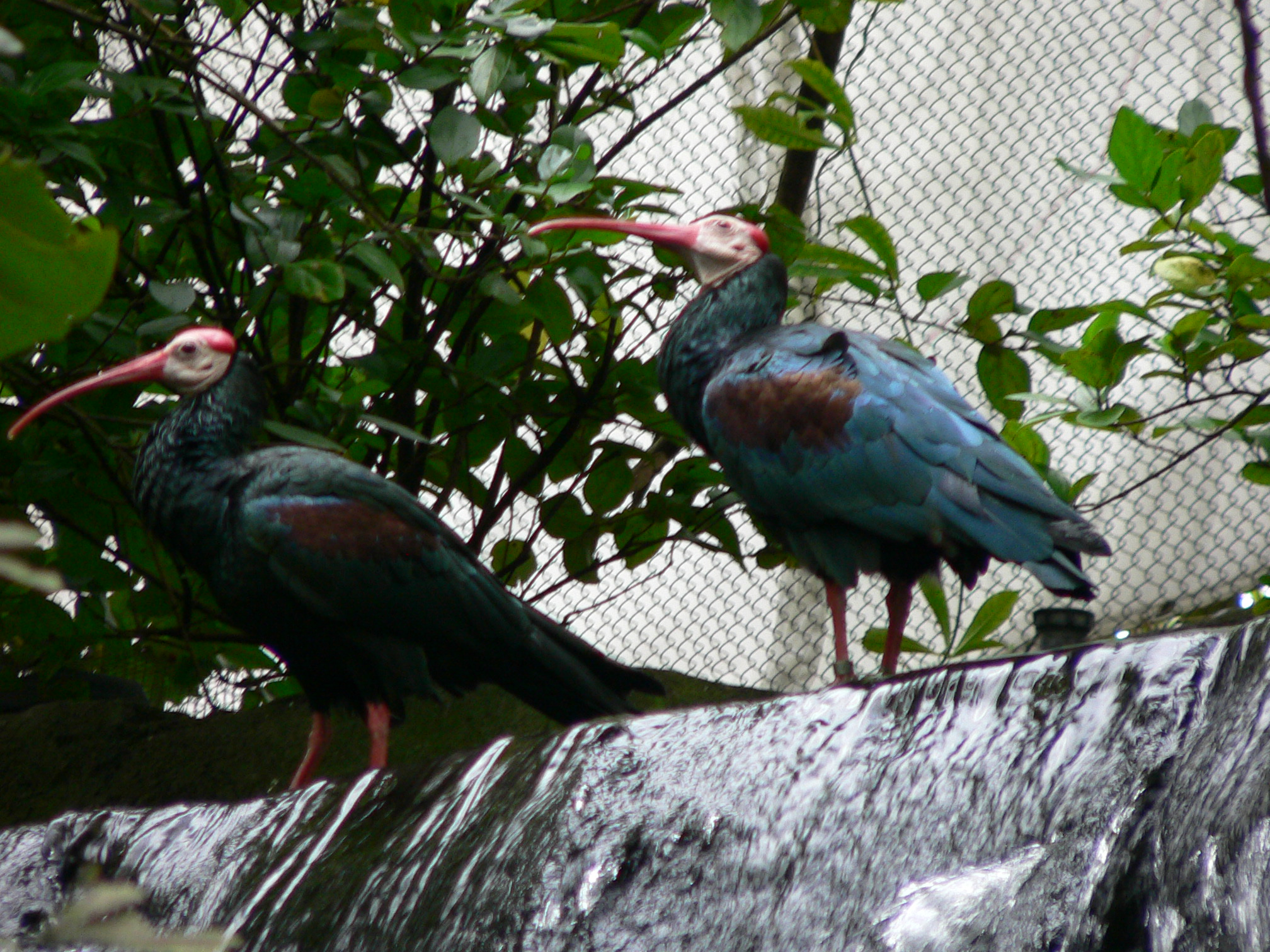